# Gioiosa Marea
Gioiosa Marea là một đô thị ở tỉnh Messina trong vùng Sicilia của Italia, có vị trí cách khoảng 130 km về phía đông của Palermo và vào khoảng 60 km về phía tây của Messina. Tại thời điểm ngày 31 tháng 12 năm 2004, đô thị này có dân số 7.237 người và diện tích là 26,3 km².
Gioiosa Marea giáp các đô thị: Montagnareale, Patti, Piraino, Sant'Angelo di Brolo.